# Zhongchuan, Lanzhou
Zhongchuan (kinesiska: 中川) är en köping i nordvästra Kina. Det ligger i stadsdistriktet Lanzhou Xinqu i provinshuvudstaden Lanzhou i provinsen Gansu, omkring 59 kilometer norr om centrala Lanzhou. Antalet invånare är 33153. Befolkningen består av 16 348 kvinnor och 16 805 män. Barn under 15 år utgör 19,0 %, vuxna 15-64 år 73 %, och äldre över 65 år 7,0 %.